# Course en ligne masculine aux championnats du monde de cyclisme sur route 2008
Navigation
Stuttgart 2007 Mendrisio 2009
La course en ligne masculine des Championnats du monde de cyclisme sur route 2008 a eu lieu le 28 septembre 2008 à Varèse en Italie. Elle était constituée de 15 tours d'un circuit de 17,35 km, pour une distance de totale de 260,25 km.
Elle a vu la victoire de l'Italien Alessandro Ballan devant son compatriote Damiano Cunego et le Danois Matti Breschel.

## Qualifications
Le système de qualification pour cette épreuve a été établi par le Comité directeur de l'union cycliste internationale :
- un classement mondial par nations est établi en cumulant les points obtenus sur les épreuves de l'UCI ProTour 2008 et du calendrier historique 2008, et figurant au calendrier de l'UCI ProTour 2007. Le barème de points est celui du ProTour 2007. Les dix premières nations à ce classement au 15 août 2008 peuvent inscrire neuf coureurs au départ de l'épreuve. Il s'agit de l'Espagne, de l'Italie, de la Belgique, de l'Allemagne, du Luxembourg, de l'Australie, de la France, de la Russie, de la Suisse et des Pays-Bas.

- la première nation au classement de l'UCI Africa Tour au 15 août 2008 peut inscrire six coureurs au départ, la deuxième trois. Il s'agit de l'Afrique du Sud et de la Tunisie.

- les deux premières nations au classement de l'UCI America Tour au 15 août 2008 peuvent inscrire six coureurs au départ : il s'agit des États-Unis et du Venezuela. Les troisième, quatrième et cinquième nations en inscrivent trois : il s'agit de l'Argentine, de la Colombie et du Canada.

- la première nation au classement de l'UCI Asia Tour au 15 août 2008 peut inscrire six coureurs au départ, la deuxième trois. Il s'agit de l'Iran et du Japon.

- la première nation au classement de l'UCI Oceania Tour au 15 août 2008, sans compter l'Australie qualifiée via le classement mondial, peut inscrire trois coureurs au départ : il s'agit de la Nouvelle-Zélande.

- les nations classées de la première à la sixième place de l'UCI Europe Tour au 15 août 2008, sans compter celles qualifiées via le classement mondial, peuvent inscrire six coureurs au départ : il s'agit de la Slovénie, de la Pologne, de l'Ukraine, du Royaume-Uni, du Portugal et du Danemark. Les nations classées de la septième à la seizième place en inscrivent trois : il s'agit de l'Autriche, de la Suède, de la Croatie, de l'Irlande, de la Hongrie, de la Bulgarie, de la Slovaquie, de la Lettonie, de la Serbie, de et de l'Estonie.

- parmi les nations du classement UCI ProTour non encore qualifiées :
  - celles ayant un coureur classé parmi les 100 premiers au classement individuel au 15 août 2008 peuvent inscrire trois coureurs au départ : il s'agit de la Tchéquie, de la Finlande, de la Norvège et du Kazakhstan.
  - celles ayant trois coureurs classés au classement individuel au 15 août 2008 peuvent en inscrire trois. Aucune nation n'est concernée.
  - celles ayant deux coureurs classés au classement individuel au 15 août 2008 peuvent en inscrire deux. Aucune nation n'est concernée.
  - celles ayant un coureur classé au classement individuel au 15 août 2008 peuvent en inscrire un. Aucune nation n'est concernée.

- parmi les nations des circuits continentaux non encore qualifiées :
  - les nations africaines ayant un coureur parmi les 5 premiers au classement de l'UCI Africa Tour au 15 août 2008 peuvent inscrire un coureur au départ : il s'agit du Maroc
  - les nations américaines ayant un coureur parmi les 20 premiers au classement de l'UCI America Tour au 15 août 2008 peuvent inscrire un coureur au départ : il s'agit de Cuba, du Costa Rica, de l'Équateur, du Mexique et de l'Uruguay.
  - les nations asiatiques ayant un coureur parmi les 5 premiers au classement de l'UCI Asia Tour au 15 août 2008 peuvent inscrire un coureur au départ
  - les nations européennes ayant un coureur parmi les 200 premiers au classement de l'UCI Europe Tour au 15 août 2008 peuvent inscrire un coureur au départ : il s'agit de la Biélorussie et de la Lituanie.
  - les nations océaniennes ayant un coureur parmi les 5 premiers au classement de l'UCI Oceania Tour au 15 août 2008 peuvent inscrire un coureur au départ. Aucune nation n'est concernée.

Tableau récapitulatifs
| Nombre de coureurs | Nations |
| 9                  | Espagne, Italie, Belgique, Allemagne, Luxembourg, Australie, France, Russie, Suisse et Pays-Bas |
| 6                  | Afrique du Sud, États-Unis, Venezuela, Iran, Slovénie, Pologne, Ukraine, Royaume-Uni, Portugal et Danemark |
| 3                  | Tunisie, Argentine, Colombie, Canada, Japon, Ouzbékistan, Autriche, Suède, Croatie, Irlande, Hongrie, Bulgarie, Slovaquie, Lettonie, Serbie, Estonie, Nouvelle-Zélande, Tchéquie, Finlande, Norvège et Kazakhstan |
| 1                  | Maroc, Cuba, Costa Rica, Équateur, Mexique, Uruguay, Biélorussie, Lituanie |

## Récit de la course
Les premiers tours de circuits ont été animés par une échappée de trois coureurs composée de Oleg Chuzhda, Richard Ochoa et Christian Poos. Dans les derniers tours, différents groupes de poursuite se forment, dans lesquels les coureurs espagnols et italiens sont toujours présents. Un groupe d'une quinzaine de coureurs finit par se constituer dans le dernier tour avec notamment trois coureurs italiens (Davide Rebellin, Damiano Cunego et Alessandro Ballan), quatre coureurs belges dont le sprinter Greg Van Avermaet et Philippe Gilbert mais avec seulement un coureur espagnol (Joaquim Rodríguez). Les favoris Paolo Bettini dont c'était la dernière course, Alejandro Valverde sont piégés avec la majorité des sprinters (Óscar Freire, Tom Boonen et Erik Zabel notamment). Dans le groupe d'échappée, de nombreuses attaques sont portées jusque l'attaque décisive d'Alessandro Ballan à trois kilomètres de l'arrivée. Le podium est complété par l'Italien Damiano Cunego et le Danois Matti Breschel.

## Classement
|    | Coureur               | Pays      | Temps           |
| -- | --------------------- | --------- | --------------- |
| 1  | Alessandro Ballan     | Italie    | 6 h 37 min 30 s |
| 2  | Damiano Cunego        | Italie    | à 3s            |
| 3  | Matti Breschel        | Danemark  | m.t.            |
| 4  | Davide Rebellin       | Italie    | m.t.            |
| 5  | Andriy Grivko         | Ukraine   | m.t.            |
| 6  | Joaquim Rodríguez     | Espagne   | m.t.            |
| 7  | Fabian Wegmann        | Allemagne | m.t.            |
| 8  | Christian Pfannberger | Autriche  | m.t.            |
| 9  | Nick Nuyens           | Belgique  | m.t.            |
| 10 | Robert Gesink         | Pays-Bas  | m.t.            |

## Liste des engagés
| Italie | Espagne | Allemagne | Australie | Belgique |
| - 01. Paolo Bettini - 02. Alessandro Ballan - 03. Gabriele Bosisio - 04. Marzio Bruseghin - 05. Damiano Cunego - 06. Luca Paolini - 07. Davide Rebellin - 08. Andrea Tonti - 09. Matteo Tosatto | - 10. Alberto Contador - 11. Óscar Freire - 12. Juan Manuel Gárate - 13. Ezequiel Mosquera - 14. Benjamín Noval - 15. Joaquim Rodríguez - 16. Luis León Sánchez - 17. Samuel Sánchez - 18. Alejandro Valverde | - 19. Marcus Burghardt - 20. Gerald Ciolek - 21. Markus Fothen - 22. André Greipel - 23. Christian Knees - 24. Sebastian Lang - 25. Stefan Schumacher - 26. Fabian Wegmann - 27. Erik Zabel | - 28. Allan Davis - 29. Simon Gerrans - 30. Matthew Goss - 31. Adam Hansen - 32. Matthew Lloyd - 33. Trent Lowe - 34. Robbie McEwen - 35. Michael Rogers - 36. William Walker                      | - 37. Mario Aerts - 38. Tom Boonen - 39. Kevin De Weert - 40. Stijn Devolder - 41. Philippe Gilbert - 42. Maxime Monfort - 43. Nick Nuyens - 44. Greg Van Avermaet - 45. Jurgen Van Goolen             |
| France | Tchéquie | Luxembourg | Pays-Bas | Russie |
| - 55. Stéphane Augé - 56. Sandy Casar - 57. Sylvain Chavanel - 58. John Gadret - 59. Christophe Le Mével - 51. Geoffroy Lequatre - 52. Amaël Moinard - 53. Jérôme Pineau - 54. Nicolas Vogondy  | - 55. Roman Kreuziger - 56. Martin Mareš - 57. František Raboň | - 58. Vincenzo Centrone - 59. Laurent Didier - 60. Jempy Drucker - 61. Steve Fogen - 62. Benoît Joachim - 63. Christian Poos - 64. Andy Schleck - 65. Fränk Schleck - 66. Claude Wolter     | - 67. Steven de Jongh - 68. Marc de Maar - 69. Robert Gesink - 70. Karsten Kroon - 71. Sebastian Langeveld - 72. Koos Moerenhout - 73. Tom Stamsnijder - 74. Bram Tankink - 75. Maarten Tjallingii | - 76. Alexandre Bazhenov - 77. Alexander Efimkin - 78. Nikita Eskov - 79. Vladimir Gusev - 80. Vladimir Karpets - 81. Roman Klimov - 82. Alexandr Kolobnev - 83. Evgueni Petrov - 84. Boris Shpilevsky |
| Suède | États-Unis | Suisse | Slovénie | Colombie |
| - 85. Gustav Larsson - 86. Marcus Ljungqvist - 87. Thomas Lövkvist | - 88. Brent Bookwalter - 89. Steven Cozza - 90. Lucas Euser - 91. Tyler Farrar - 92. Levi Leipheimer (NP) - 93. David Zabriskie                                                                               | - 94. Rubens Bertogliati - 95. Andreas Dietziker - 96. Martin Elmiger - 97. Thomas Frei - 98. David Loosli - 99. Grégory Rast - 100. Danilo Wyss - 101. Oliver Zaugg - 102. Markus Zberg    | - 103. Grega Bole - 104. Borut Božič - 105. Janez Brajkovič - 106. Kristjan Fajt - 107. Gorazd Štangelj - 108. Matej Stare                                                                         | - 109. Félix Cárdenas - 110. Leonardo Duque - 111. Mauricio Soler |
| Pologne | Afrique du Sud | Royaume-Uni | Japon | Ukraine |
| - 112. Dariusz Baranowski - 113. Łukasz Bodnar - 114. Maciej Bodnar - 115. Hubert Krys - 116. Przemysław Niemiec - 117. Marek Rutkiewicz                                                        | - 118. Kevin Evans - 119. David George - 120. Robert Hunter - 121. Daryl Impey - 122. Darren Lill - 123. Christoff van Heerden                                                                                | - 124. Steve Cummings - 125. Russell Downing - 126. Christopher Froome - 127. Geraint Thomas - 128. David Millar - 129. Ian Stannard                                                        | - 130. Yukiya Arashiro - 131. Kazuo Inoue - 132. Hidenori Nodera | - 133. Oleg Chuzhda - 134. Andriy Grivko - 135. Mikhaylo Khalilov - 136. Ruslan Pidgornyy - 137. Yaroslav Popovych - 138. Volodymyr Zagorodny                                                          |
| Portugal | Danemark | Venezuela | Argentine | Nouvelle-Zélande |
| - 139. Tiago Machado - 140. José Mendes - 141. Ricardo Mestre - 142. Sérgio Paulinho - 143. Nuno Ribeiro - 144. Nélson Vitorino (de)                                                            | - 145. Lars Ytting Bak - 146. Matti Breschel - 147. Jakob Fuglsang - 148. Frank Høj - 149. Anders Lund - 150. Chris Anker Sørensen                                                                            | - 151. Franklin Chacon - 152. Manuel Medina - 153. Carlos José Ochoa - 154. Richard Ochoa - 155. Jackson Rodríguez - 156. José Rujano                                                       | - 157. Juan Pablo Dotti - 158. Gerardo Fernández | - 159. Glen Chadwick - 160. Julian Dean |
| Canada | Autriche | Bulgarie | Croatie | Estonie |
| - 161. Michael Barry - 162. Christian Meier - 163. Dominique Rollin | - 164. Christian Pfannberger - 165. Thomas Rohregger - 166. Stefan Rucker | - 167. Stefan Hristov - 168. Krasimir Vasilev | - 169. Matija Kvasina - 170. Hrvoje Miholjević - 171. Vladimir Miholjević | - 172. Erki Pütsep - 173. Rein Taaramäe - 174. Janek Tombak |
| Mexique | Irlande | Lettonie | Hongrie | Serbie |
| - 175. Luis Macías | - 176. Roger Aiken - 177. Philip Deignan - 178. Nicolas Roche | - 179. Normunds Lasis - 180. Oļegs Meļehs - 181. Aleksejs Saramotins | - 182. Rida Cador - 183. Gergely Ivanics - 184. Péter Kusztor | - 185. Žolt Der - 186. Nebojša Jovanović - 187. Dragan Spasić |
| Slovaquie | Ouzbékistan | Biélorussie | Kazakhstan | Lituanie |
| - 188. Maroš Kováč - 189. Martin Velits - 190. Peter Velits | - 191. Muradjan Khalmuratov - 192. Sergueï Lagoutine - 193. Vladimir Tuychiev | - 194. Yauheni Hutarovich | - 195. Assan Bazayev - 196. Alexsandr Dyachenko - 197. Dmitriy Muravyev | - 198. Ignatas Konovalovas |
| Costa Rica | Maroc | Norvège | Uruguay | Finlande |
| - 199. Henry Raabe | - 200. Adil Jelloul | - 201. Kurt Asle Arvesen - 202. Edvald Boasson Hagen - 203. Lars Petter Nordhaug | - 204. Richard Mascaranas | - 205. Kjell Carlström - 206. Matti Helminen |

NP : Non-partant ; A : Abandon durant la course